# Paracoptochirus petrovitzi
Paracoptochirus petrovitzi är en skalbaggsart som beskrevs av Branco och Baraud 1988. Paracoptochirus petrovitzi ingår i släktet Paracoptochirus och familjen Aphodiidae. Inga underarter finns listade i Catalogue of Life.